# Капли
Капли (лат. Guttae) — жидкая лекарственная форма для приёма внутрь и наружно, содержащая одно или несколько активных действующих веществ, растворённых, суспендированных или эмульгированных в соответствующем растворителе, и дозируемая каплями.
Различают капли для наружного (глазные, ушные, назальные) или внутреннего (корвалол, валокордин) применения.

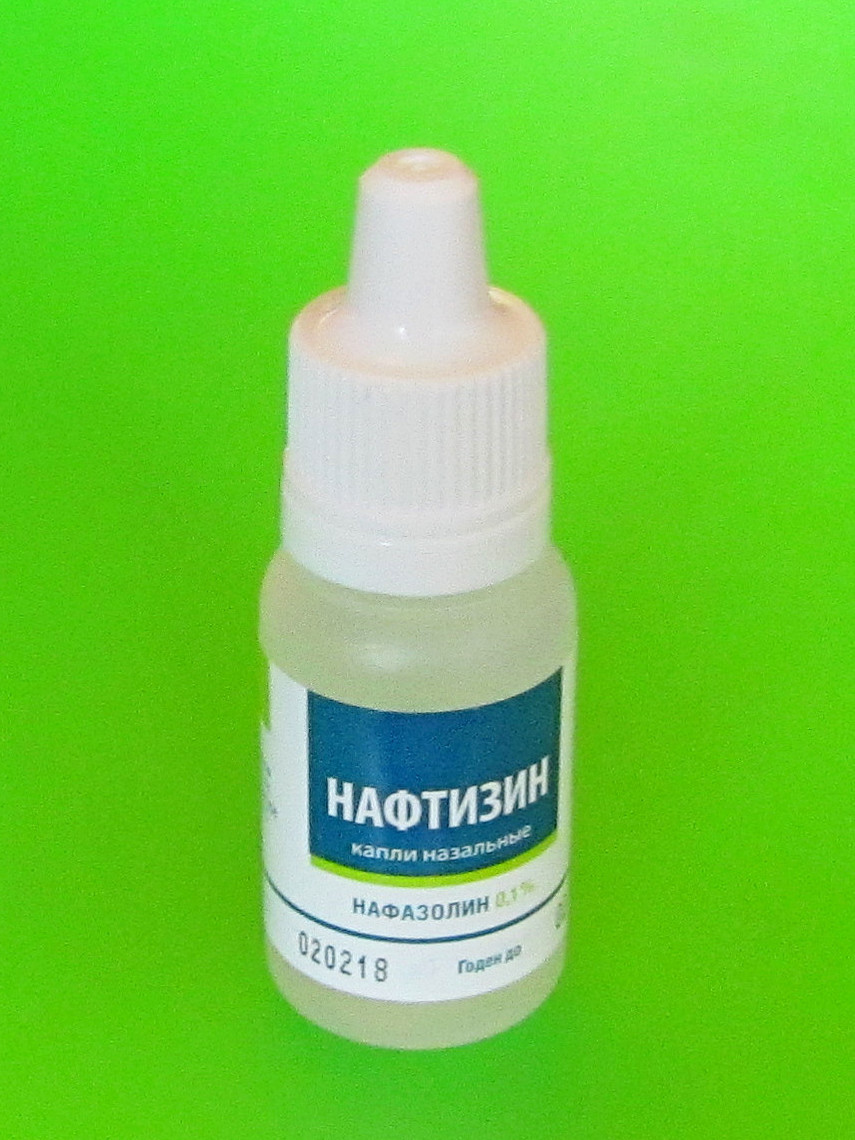
Деципроцентный раствор нафазолина в полимерной упаковке с кончиком-пипеткой для применения в качестве назальных капель

Дисперсная среда может быть водной и неводной.
При изготовлении капель дозируют по массе: раствор нитроглицерина, валидол, масляные растворы. По объёму дозируют: воду, спирт, водные и спиртовые растворы, настойки, адонизид (новогаленовый препарат сп. Б на 20 % этаноле, содержит сердечные гликозиды) и кордиамин (25 % водный раствор диэтиламида никотиновой кислоты. ВРД=2 мл или 60 кап., ВСД=6 мл или 180 кап.).